# Quintas de recreo de Madrid

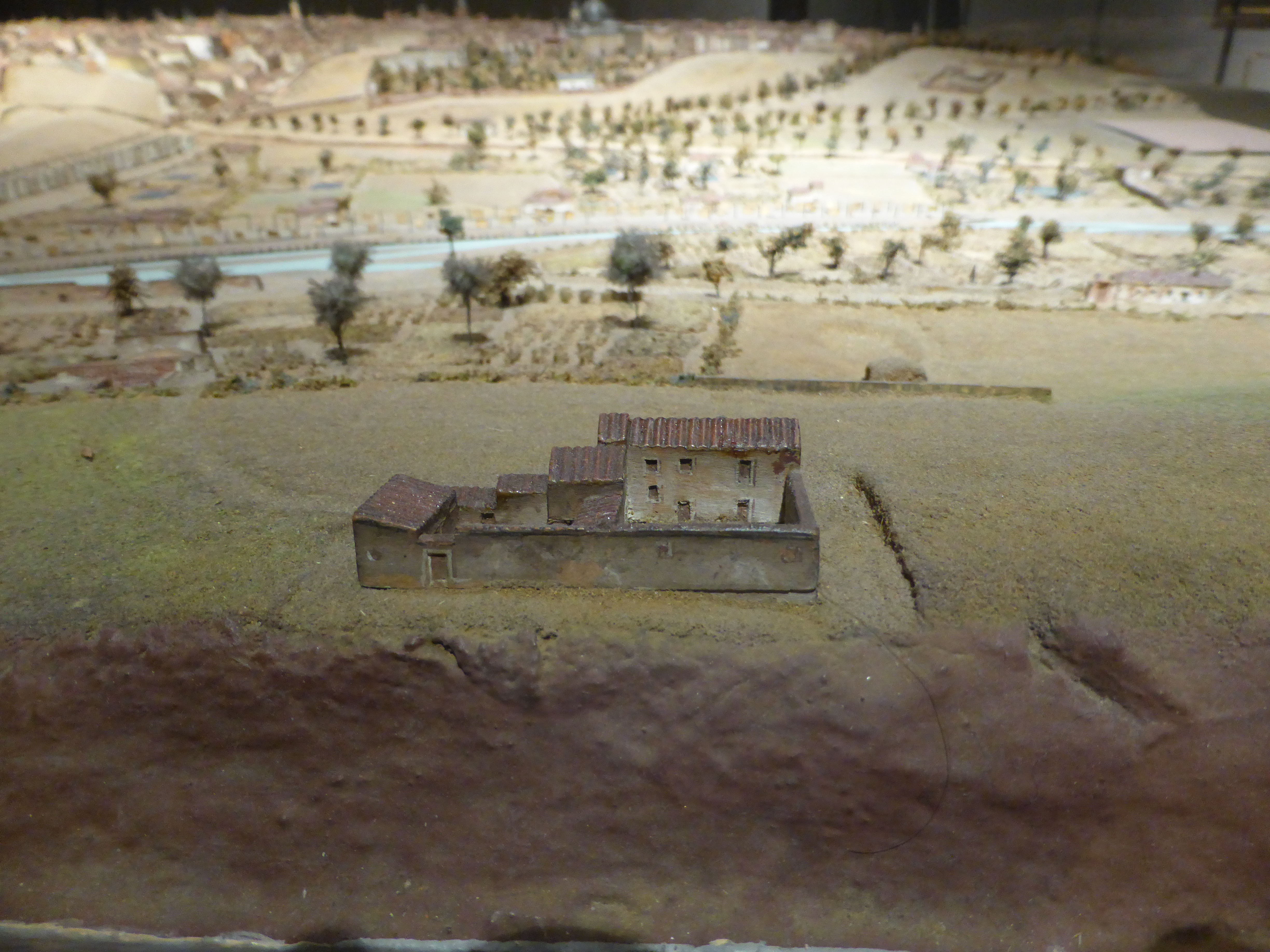
Casa de la Quinta del Sordo, vista desde atrás. Detalle de la maqueta de Madrid de León Gil de Palacio, elaborada 1828-30. Museo de Historia de Madrid.

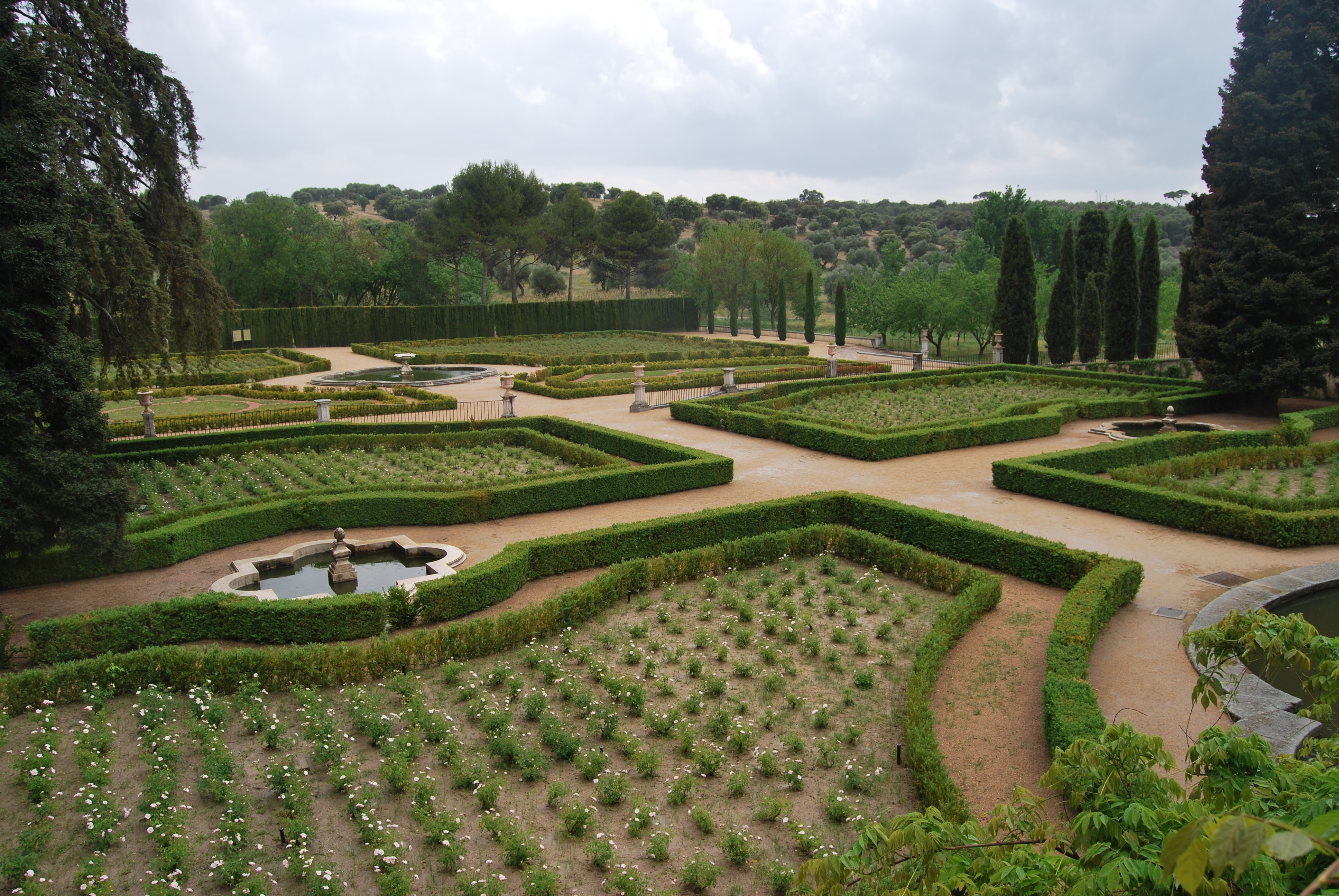
Jardines de la Quinta del Duque del Arco

Las quintas de recreo de Madrid eran propiedades de las familias aristocráticas o de la alta burguesía que se establecen en las fincas rústicas de los alrededores de Madrid después de que, en la segunda mitad del siglo xvi, Felipe II eligiera a la villa para su corte permanente.
Estas quintas, ya no con fines estrictamente agrícolas, «proliferaron», sobre todo a partir de finales del siglo XVIII y también a lo largo del siglo XIX, en pueblos cercanos a la villa de Madrid, como Leganés, Chamartín, Aravaca, Pozuelo, Canillejas, o los Carabancheles —como es el caso de Vista Alegre, por ejemplo, en Carabanchel de Abajo, convertido por su dueño en «quinta pública» en 1825 y más tarde, en 1832, en finca privada de María Cristina de Borbón-Dos Sicilias—.
Aunque algunos de estos pueblos o municipios no se incorporarán al municipio de Madrid hasta las Anexiones Municipales del Plan Bidagor, realizadas entre 1948 y 1954, a partir de finales del siglo XX, algunas de sus quintas de recreo se convertirían en parques públicos de la ciudad.

## Quintas de recreo convertidas en parques públicos
- Quinta del Duque del Arco o Quinta de El Pardo (monte de El Pardo)
- Quinta de los Molinos
- Quinta de Miraflores o Quinta de la Fuente del Berro, hoy parque de la Quinta de la Fuente del Berro. En 1900, al abrirse allí un nuevo parque de atracciones, se cambió de denominación a Nuevos Campos Elíseos (para diferenciarlo del parque de atracciones anterior, los Campos Elíseos, situados frente al parque del Retiro en la calle de Alcalá con la actual calle Velázquez, cerca de la Plaza de toros de la Puerta de Alcalá, emporio que cerró sus puertas en 1880).
- Quinta de Torre Arias, antes llamada la Quinta de Aguilar, Quinta de Garro, Quinta de Bedmar (1850), Quinta de Canillejas (¿1870?) hasta adquirir su nombre actual en 1913.[4] De acuerdo con Miguel Lasso de la Vega, antiguo director del Servicio Histórico del Colegio Oficial de Arquitectos de Madrid y actual director del Departamento de Urbanismo, Historia y Representación de la Arquitectura en la Universidad Europea de Madrid, «una de las posesiones de recreo más célebres en magnificencia y extensión de los alrededores de Madrid».
- Quinta de Vista Alegre, donde se encuentra el actual palacio de Vista Alegre.
- Quinta del Casino de la Reina. Un regalo del Ayuntamiento de Madrid a la reina María Isabel de Braganza en 1818. El terreno, situado junto a la Ronda de Toledo era popularmente conocido como la «huerta del clérigo Bayo». Su puerta de entrada, diseñada por Antonio López Aguado en 1817, sería trasladado más tarde para la entrada al parque del Retiro[5] en la plaza de la Independencia,[6] en la calle de Alcalá.

### Quintas de recreo desaparecidas
- Quinta del Sordo,[7] Quinta de Goya o Casa del Sordo[nota 2] de Francisco de Goya.
- Quinta del Recuerdo: en Chamartín de la Rosa, donde se ubica actualmente el Colegio Nuestra Señora del Recuerdo, de la Compañía de Jesús.
- Quinta de San Enrique: en Chamartín de la Rosa, actualmente pertenece a la Organización Nacional de Ciegos Españoles (ONCE).
- Quinta de La Chilena: En 1842, María Dolores Quesada, la mujer de Andrés Arango,[9] adquiere la parte de la huerta de Loinaz, a extramuros de la puerta de Recoletos de la cerca de Felipe IV, que corresponde a la actual manzana entre las calles de Zurbarán, Fortuny, Marqués de Riscal y el paseo de la Castellana, para convertirla en su quinta de recreo.[nota 3]
- Quinta de las Delicias Cubanas, del conde de Yumurí, Francisco Narváez. En Carabanchel Alto.[12]
- Quinta de Miranda, de la condesa de Montijo. En Carabanchel Alto.[12]
- Quinta de la Huerta de la Salud de los duques de Frías. En Hortaleza.[13]